# Kortenbos (buurt in Den Haag)
Kortenbos is een buurt in de wijk Centrum in Den Haag.

## Ligging
De buurt zoals nu officieel afgebakend wordt omsloten door:
de Prinsegracht,
de Lijnbaan, 
de Noordwal,
de Prinsessewal,
de Hogewal,
het Noordeinde,
Plaats,
Buitenhof,
Gravenstraat en Dagelijkse Groenmarkt,
Nieuwstraat en Raamstraat.

## Geschiedenis
Het gebied was een van de oudste onderdelen van het dorp Die Haghe, de voorloper van de stad. Dit kan afgeleid worden uit de loop van straten als de Geest en het Slijkeinde, die de vorm hebben van een middeleeuwse ringweg rond een boerennederzetting. Kortenbos bleef tot in de zeventiende eeuw een landelijk karakter houden. De naam van de Oude Boomgaardstraat herinnert hier nog aan. Pas in de achttiende en negentiende eeuw ontstond hier een levendige volkswijk met het Westeinde en de Vleerstraat als drukke winkelstraten. Veel van de goedkopere woningen raakten vervallen en in het begin van de twintigste eeuw werd grootschalige sloop in veel delen van het Kortenbos onvermijdelijk geacht. De bebouwing maakte plaats voor projecten met  portiekwoningen en flats. De straat met de naam 'Kortenbos' veranderde in een buurtpark. Belangrijke gebouwen zijn het HMC Westeinde (Westeinde Ziekenhuis) en het Koorenhuis. Van 1881 tot 1974 was het de locatie van de Zuid-Hollandsche Bierbrouwerij (ZHB-bier).

#### Stadsvernieuwing

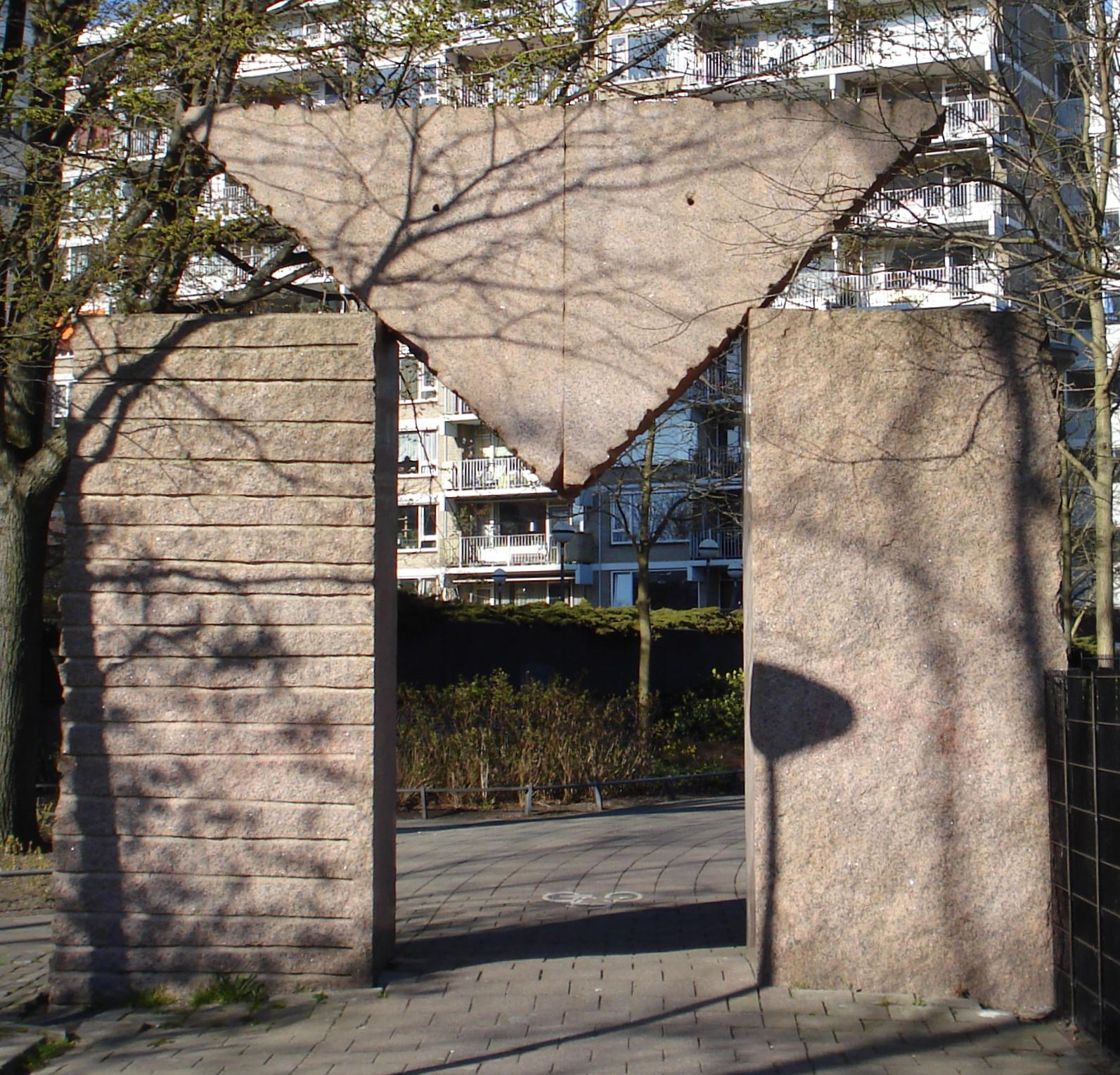
Het kunstwerk de "Poort" over het fietspad.

De verordening Kortenbos (1961) behelsde de aanleg van twee brede ontsluitingswegen en open bouwblokken met vooral een bedrijfsbestemming. Daarnaast speelde de expansie van het Westeinde Ziekenhuis, waarvoor de planning werd neergelegd in het Bestemmingsplan Lijnbaan (1968). Een en ander resulteerde vooral in een geweldige kaalslag en wekte bij bewoners en winkeliers veel weerstand. Het Kortenbos lag er lange tijd troosteloos bij. In de jaren 70 ging men zich vooral toeleggen op een rehabilitatie van Kortenbos als woongebied, zonder daarbij de relatie met de stadskern uit het oog te verliezen. Het idee van een 'dwarsweg' is in 1981 verlaten. Het nieuwe ziekenhuis is er gekomen en detoneert in veler ogen door zijn grootschaligheid. Op de plaats van de oude ZHB-brouwerij ontstond rotsachtige bebouwing en een ander deel van de wijk heeft flats van honderd meter lang. Aan de andere zijde van het Westeinde is gevarieerde woningbouw gerealiseerd en op de plaats van de vroegere straat Kortenbos is geen verkeersweg gekomen, zoals eerst was gepland, maar een buurtpark. 

## Bekende inwoners
Een bekende inwoner van het kortenbos was acteur Dolf Brouwers, die tot zijn dood op het Slijkeinde woonde.